# Овал (стадион, Белфаст)
«Ова́л» (англ. The Oval) — футбольный стадион в столице Северной Ирландии, Белфасте. Является домашней ареной клуба «Гленторан». На стадионе проводятся финальные матчи Кубка Северной Ирландии.

## История
«Овал» был построен в 1892 году. Первые 11 лет использовался для проведения матчей по крикету. В 1903 году стадион был полностью перестроен.
В период Второй мировой войны стадион был разбомблен, после чего восстановлен в 1949 году. Потом он ещё несколько раз реконструировался. Из последних реконструкций наиболее существенная была в 1999 году. А в косметическом порядке последний раз Овал обновлялся в 2009 году. Была заменена система освещения, прожекторы сняты с козырька навеса. Вместо них установлены четыре осветительные вышки.
Стадион имеет две трибуны: Южную и Северную. Все без исключения сидячие места находятся под навесом. Центральной трибуной является Южная, разделённая на два яруса. Она нарушает симметрию стадиона, так как смещена несколько в сторону. Все стоячие места козырьков не имеют и находятся на насыпных валах в угловых секторах и за воротами.
Текущая вместимость стадиона составляет 26 556 мест, из которых лишь 5 056 являются сидячими.